# Philippe de Vitry
Philippe de Vitry (sinh ngày 31 tháng 10 năm 1291 - mất ngày 9 tháng 6 năm 1361) là nhà soạn nhạc, nhà lý luận âm nhạc, nhà thơ, đồng thời cũng là giáo sĩ người Pháp. Ông là một trong những nhà soạn nhạc nổi bật cuối thời kỳ Trung Cổ. Ông đã sáng tạo ra phong cách âm nhạc mới, đó là ars nova (tiếng Latin nghĩa là "nghệ thuật mới"). Hệ quả của việc ars nova xuất hiện là âm nhạc cuối thời kỳ Trung cổ phức tạp hơn trước, phản ánh tinh thần mới ở châu Âu, làm nổi bật sự tài tình và khéo léo của con người. Tác giả của phong cách ars nova cũng đã tìm ra hệ thống gồm các ký hiệu về thời gian. Điều này làm cho các nhà soạn nhạc thế kỷ XIV có những giai điệu mới, rất tự do, trong sáng tác của mình.

## Ghi âm
2009 - En un gardin. Les quatre saisons de l'Ars Nova. Manuscrits de Stavelot, Mons, Utrecht, Leiden. Capilla Flamenca. MEW 0852. Contains recordings of "Vos quid admiramini virginem / Gratissima virginis / Gaude gloriosa" and "Adesto sancta trinitas / Firmissime fidem / Alleluia Benedicta" by Philippe de Vitry.